# Atelopus limosus
El sapo limoso (Atelopus limosus) es una especie de anfibio de la familia Bufonidae. Es uno de los sapos más pequeños del mundo; los machos miden de 26 a 30 mm y las hembras de 36 a 40 mm.
Es endémica de Panamá. Su hábitat natural incluye bosques tropicales o subtropicales secos y a baja altitud y ríos.
Está amenazado de extinción por la pérdida de su hábitat natural. En 2013 un equipo de zoólogos de Instituto Smithsonian ha conseguido criarlos en cautividad.